# 立陶宛人
立陶宛人是波羅的人的一支。立陶宛人是立陶宛的主體民族，居住在立陶宛的立陶宛人略超過300萬。立陶宛人總數估計在400萬到500萬左右。除了立陶宛之外，在立陶宛的鄰國波蘭、俄羅斯和白俄羅斯也有分布，并散居于世界各地。大部分立陶宛人信奉羅馬天主教，少数普鲁士立陶宛人信仰路德宗。2004年的mRNA基因分析认为他们与北欧印欧语系和乌拉尔语系的族群接近。